# Basketbol'nyj klub Dinamo Sankt-Peterburg
Il B.K. Dinamo Dinamo Sankt-Peterburg in russo Динамо Санкт-Петерсбург? è stato una squadra russa di pallacanestro.

## Storia
Fu fondato nel 2004 e, in un solo anno, riuscì a vincere la FIBA Europe League, oggi denominata EuroChallenge. Nella finale, giocata ad Istanbul nel 2005, sconfisse per 85-74 gli ucraini del BC Kiev e ottenne il suo primo ed unico trofeo.
Durante la stagione successiva ottenne il quarto posto nella medesima competizione europea, con le Final Four disputate a Kiev, prima del fallimento occorso pochi mesi dopo.

## Albo d'oro
- FIBA Europe League: 1

2004-05

## Roster 2004-05
I giocatori vincitori della FIBA Europa League 2005.
| N° | Naz.                   | Ruolo | Sportivo             |  | Alt. |  |
| -- | ---------------------- | ----- | -------------------- |  | ---- |  |
| 4  | Russia (bandiera)      | C     | Igor Krotenkov       |  | 210  |  |
| 5  | Panama (bandiera)      | P     | Ed Cota              |  | 187  |  |
| 6  | Russia (bandiera)      | G     | Andrej Ivanov        |  | 194  |  |
| 7  | Russia (bandiera)      | G     | Vladimir Shevel      |  | 200  |  |
| 8  | Russia (bandiera)      | AP    | Kelly McCarty        |  | 200  |  |
| 9  | Islanda (bandiera)     | G     | Jón Stefánsson       |  | 196  |  |
| 11 | Russia (bandiera)      | AG    | Denis Khloponin      |  | 207  |  |
| 12 | Bielorussia (bandiera) | AG    | Uladzimir Verameenka |  | 207  |  |
| 13 | Croazia (bandiera)     | C     | Mate Milisa          |  | 209  |  |
| 14 | Serbia (bandiera)      | C     | Ognjen Aškrabić      |  | 207  |  |
| 15 | Russia (bandiera)      | AP    | Andrei Sepelev       |  | 206  |  |
| –  | Russia (bandiera)      | AG    | Anatoli Goritskov    |  | 212  |  |
| –  | Russia (bandiera)      | P     | Dramir Zibirov       |  | 187  |  |
| *  | Israele (bandiera)     | All.  | David Blatt          |  |      |  |